# Primus
För andra betydelser, se Primus (olika betydelser).

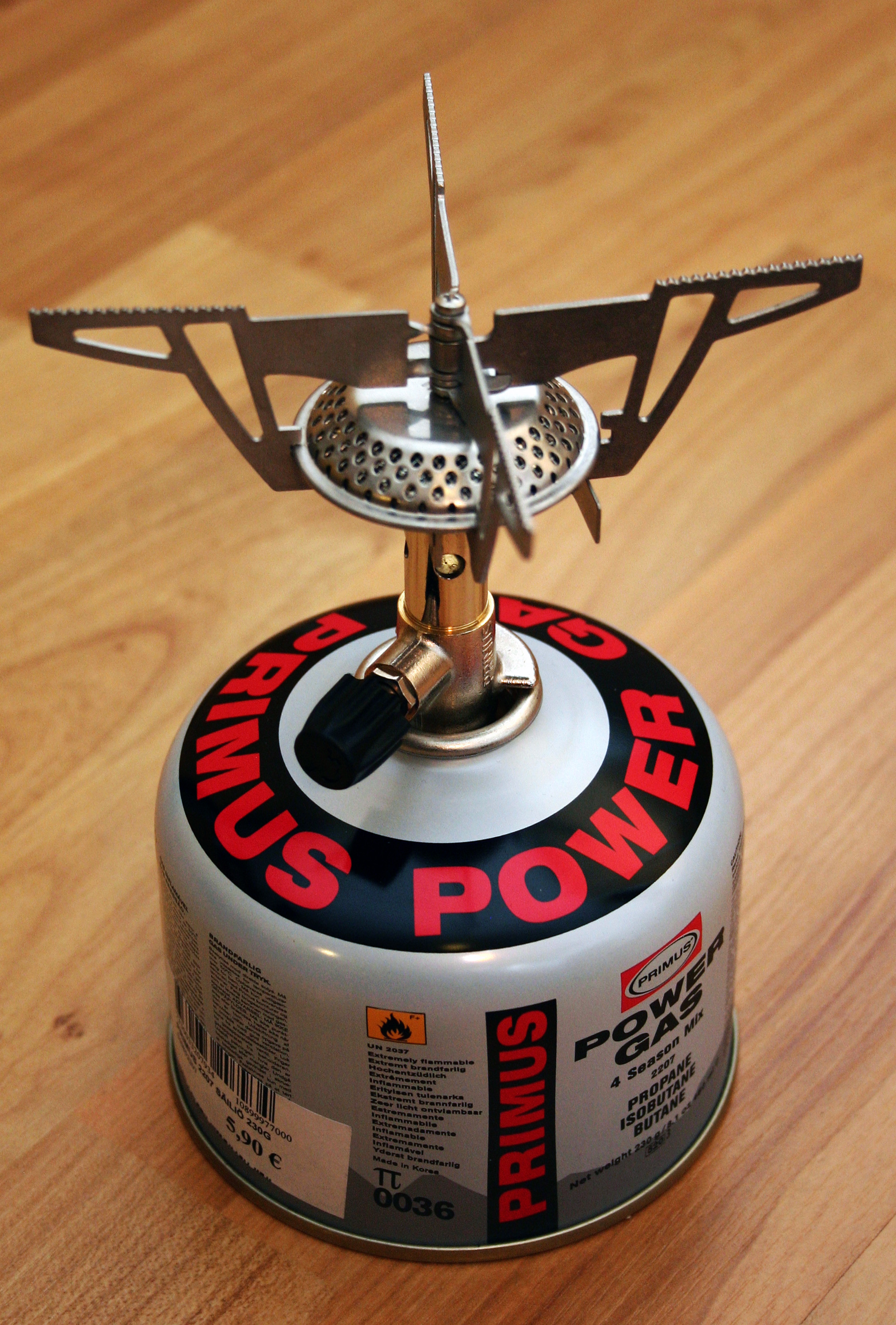
Ett Primus gasolkök.

Primus AB är ett företag som tillverkar utrustning för friluftsliv bland annat gasolkök och friluftskök. Företaget bildades 1892 och är sedan 2003 en del av Fenix Outdoor tillsammans med Fjällräven, Naturkompaniet, Tierra, Brunton, Inc. och Hanwag. Produktnamnet Primus har med tiden blivit en synonym för alla sorts bärbara kök som arbetar efter samma tekniska princip. Primus var dock "den förste" i raden, vilket betyder på latin just primus.

## Historik

### Tiden på Kungsholmen

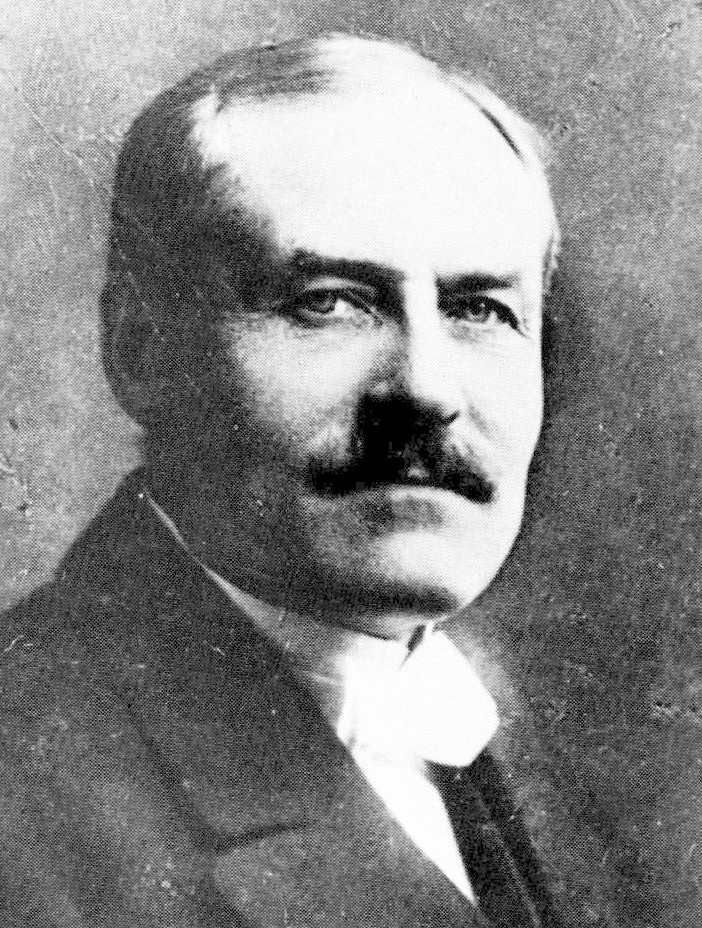
Frans W. Lindqvist.

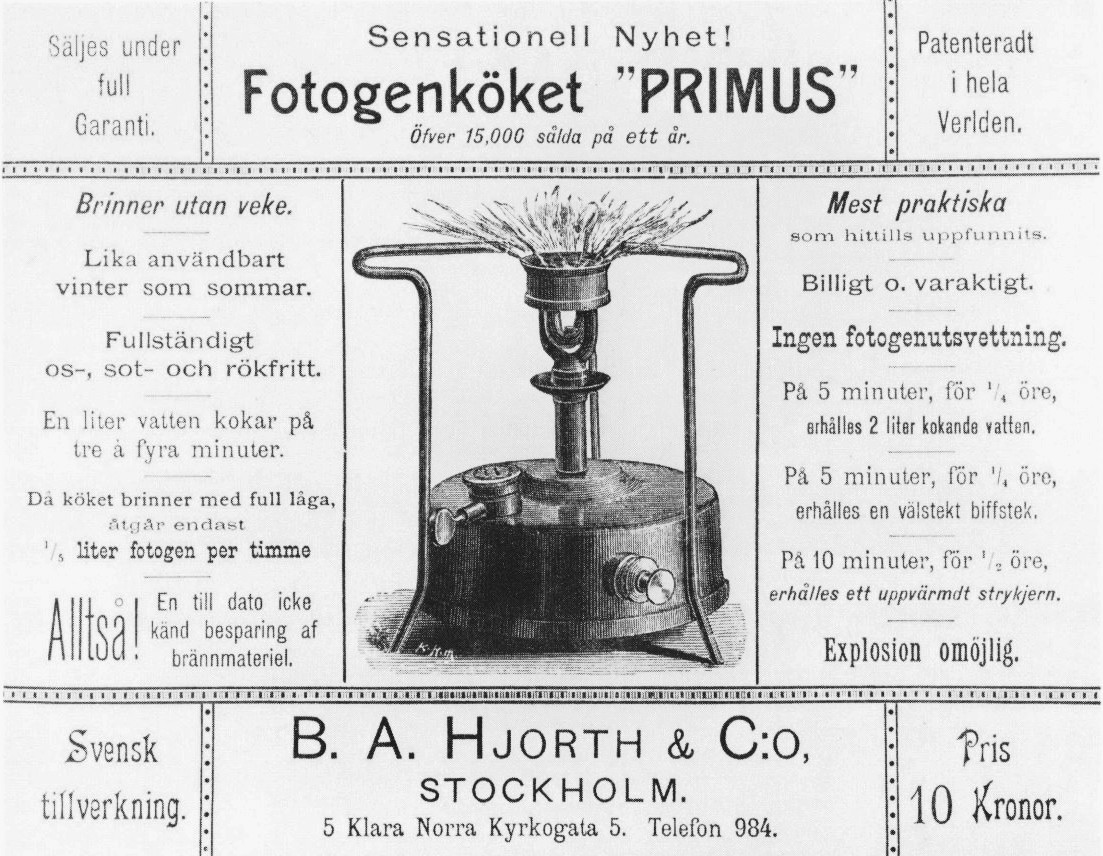
Primuskök annons från 1893.

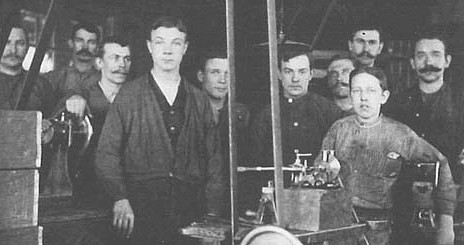
Arbetslag kring 1900.

Aktiebolaget Primus började 1892 sin verksamhet under namnet J.V. Svensons Fotogenköksfabrik på bakgården i kvarteret Härolden på Kungsholmen i Stockholm. Man producerade ett sotfritt fotogenkök som kallades Primus (latin för den "förste", den "främste") på förslag av firmans jurist Henrik Sundevall. 
I motsats till då vanliga fotogenkök, som hade veke och kunde osa, förgasades i primusköket fotogenet i en brännare dit bränslet pumpades sedan det uppvärmts med sprit. Uppfinnaren av köket var förmodligen Ludvig Holm, en på Aktiebolaget Separator anställd arbetare. Separator hade tillverkningslokaler i samma fastighet och här var även Frans W. Lindqvist anställd som verkstadsarbetare. Idén fullföljdes sedan av Lindqvist och dennes bror. Sannolikt hade de också kännedom om Carl Richard Nybergs blåslampa, som då var någorlunda färdigutvecklad. De första exemplaren hade Lindqvist tillverkat på sin fritid och sålt till vänner och bekanta.
År 1892 träffade plåtslagaren J.V. Svenson ett avtal med Lindqvist om tillverkning av detta kök och om anställning av Lindqvist som verkmästare och sig själv som verkställande direktör. Samma år fick maskinfirman B.A. Hjort & Co (sedermera Bahco) upp ögonen för Primuskökets framtidsmöjligheter och ett avtal träffades om ensamförsäljningsrätt. J.V. Svenson patenterade även förbättringar av brännaren under nummer 5879, 22 oktober 1894: Anordning vid fotogenkök utan veke till förebyggande af fotogenbehållarens öfverhettning.
Försäljningen av primusköken började med demonstration hos torggummor som lagade mat åt arbetarna samt lamp- och järnkramhandlarna. Första året såldes 1 204 kök. På grund av stigande efterfråga utvidgades verkstaden 1895-1897 genom om- och påbyggnader. 1894 tillverkades 62 000 apparater och 1896 hade produktionen stigit till 95 000. Antal medarbetare steg från 40 till omkring 100 personer. 
År 1896 bildade de båda delägarna Svenson och Lindqvist Aktiebolaget Primus med 1,5 miljoner kronor i aktiekapital. Export gick till bland annat Norge och Ryssland och senare via ett ombud i Hamburg vidare ut i världen. Primusköket blev en världsartikel och prisbelönades på utställningar i Chicago 1893, Hamburg 1894, Lübeck och Amsterdam 1895, Montreal 1896 och fick högsta pris på Allmänna konst- och industriutställningen i Stockholm 1897.

### Tiden på Lilla Essingen

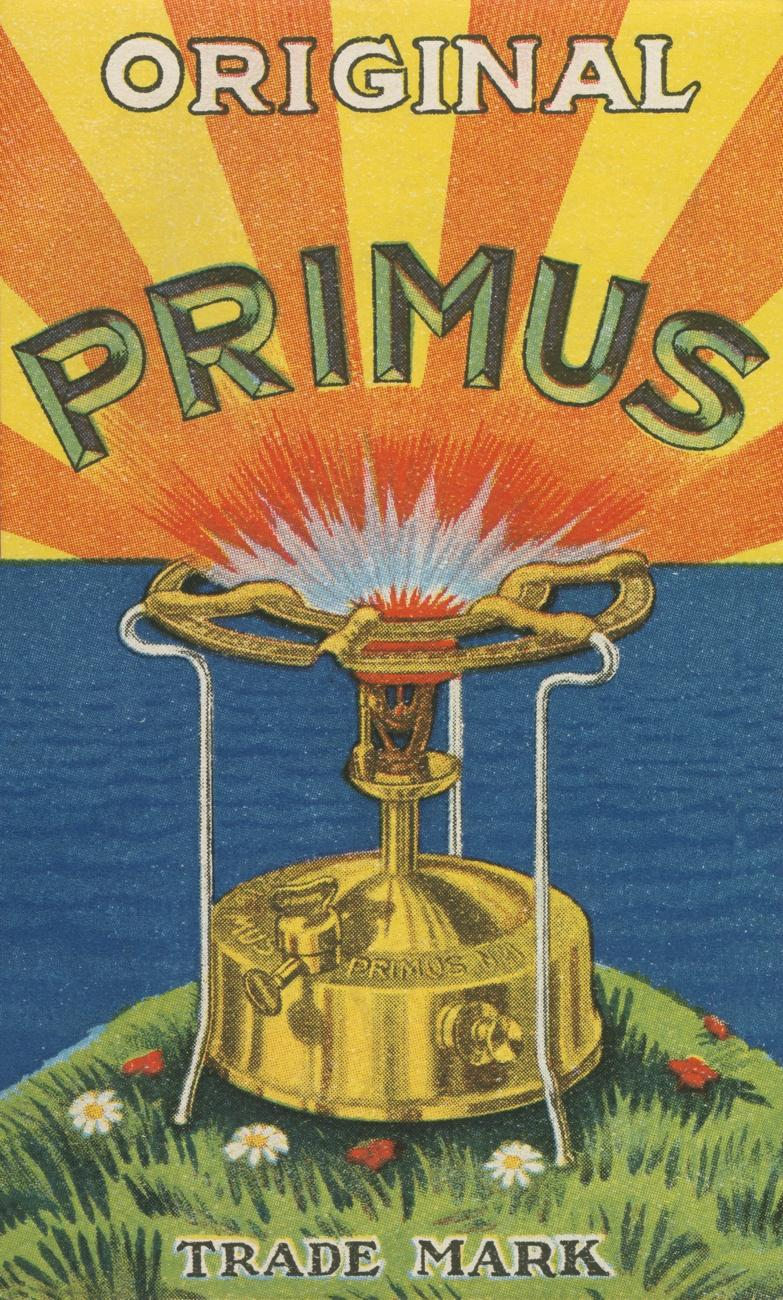
Primus affisch, 1921.

Efter tvister mellan delägarna om prissättning och ekonomiska frågor lämnade Svensson företaget 1904. Lindqvist stod kvar som VD fram till 1918. Kring sekelskiftet 1900 hade fabrikslokalerna på Kungsholmen blivit alldeles för trånga. 1906-1907 byggdes därför en ny fabrik på nordvästra delen av Lilla Essingen där man förvärvat ett rikligt tilltaget markområde. Här hade man tillgång till Mälaren för sjötransporter och plats för framtida expansion. Första världskriget medförde fotogenbrist, och exporten till andra länder avstannade, vilket blev mycket kännbart för Primus. 1918 köptes Primus av aktiebolaget B.A. Hjort & Co (sedermera Bahco).  1926 producerades 800 000 Primuskök. År 1930 arbetade mer än 500 personer i Primusfabriken på Lilla Essingen. Utöver fotogenkök av olika modeller tillverkades i fabriken på "Lillan" (som Lilla Essingen kallas) även lödlampor, stormlyktor, värmeradiatorer och andra uppvärmningsapparater. 1956 flyttades tillverkningen till nya fabriker i Hagfors och Flen och fabriken på Lilla Essingen revs.

### Tiden efter Lilla Essingen
År 1960 lanserades Primus nya logotyp.
År 1966 såldes Bahco Primus till Sievert AB, som några år tidigare tagits över av Svenska Esso. Sievert blev känd för sin blåslampa. Företagen slogs samman under namnet Primus-Sievert AB. De båda företagen riktade in sig mot olika områden, Primus mot konsumentmarknaden och Sievert mot industrin. 1978 kom en gaskokare för den afrikanska marknaden som skulle bidra till att reducera användning av ved för matlagning. 1995 invigdes en ny fabrik i Tartu, Estland. 1996 utvecklades kokaren MultiFuel som kan bränna gas, bensin, diesel eller fotogen. Göran Kropp testade produkten på sin Mount Everest-expedition 1996. 
År 1991 meddelades det att fabriken i Flen skulle läggas ner. År 2001 stängde även fabriken i Hagfors. År 2002 köptes Primus av Fenix Outdoor.
2006 lanserade Primus Prime Tech, ett kök som är dubbelt så effektivt som konventionella kokare. 2013 kom Primus Lite på marknaden som är företagets minsta ”vandringskök” för en till två personer. Andra produkter är tillbehör för campingkök som grytor och bestick. 2016 presenterade företaget sin nya logotyp och slogan ”PRIMUS Freedom to explore”. Idag (2020) är fabriken i Estland den enda som Primus har kvar. Här arbetar 94 personer. Huvudkontoret ligger i Solna, utanför Stockholm. Där finns 34 anställda som sysslar med produktutveckling och marknadsföring.

## Primus på kända expeditioner
Fotogenköket blev snabbt en uppskattad produkt inom hushåll, fritid och under expeditioner. Så hade exempelvis Andrée 1896 ett fotogenkök från Primus med sig på sin expedition när han förgäves försökte nå Nordpolen med en vätgasballong. Även upptäcktsresanden Roald Amundsen förde på sin expedition till Sydpolen 1911 primuskök med sig, liksom forskningsresande som Ernest Shackleton och Sven Hedin. När Sir Edmund Hillary och Tenzing Norgay blev de första att bestiga Mount Everest den 29 maj 1953 användes ett kök från Primus.